# Anisacate
Anisacate (лат.) — род аранеоморфных пауков из семейства Macrobunidae клады Entelegynae. Включает 3 вида. До 2023 года трактовался в составе семейства Пауки-амауробииды.

## Описание
Мелкие пауки, длина от 3 мм у Anisacate tigrinum до 4,6 мм у Anisacate fuegianum. Встречаются в Южной Америке: Аргентина, Чили и Фолклендские острова. Известно 3 вида. Этот род был описан крупным бразильским арахнологом Кандидо Мелло-Лейтано в 1941 году в составе семейства Dictynidae. В 1967 году Лехтинен поместил его в Amaurobiidae, а затем в 2023 году Горно, Крюс, Кала-Рикельме, Монтана, Спанья, Балларин, Алмейда-Сильва и Эспозито пересмотрели классификацию и поместили его в семейство Macrobunidae.
- Anisacate fragile Mello-Leitão, 1941 — Аргентина[4]
- Anisacate fuegianum (Simon, 1884) — Чили, Аргентина
  - Подвид Anisacate f. bransfieldi (Usher, 1983) — Фолклендские острова
  - =Amaurobius fuegianus Simon, 1884
  - =Auximus fuegianus bransfieldi Usher, 1983
- Anisacate tigrinum (Mello-Leitão, 1941) — Аргентина
  - Opsaltella tigrina Mello-Leitão, 1941